# Rockenberg
Rockenberg är en kommun och ort i Wetteraukreis i Regierungsbezirk Darmstadt i förbundslandet Hessen i Tyskland.